# 圣母升天主教座堂 (斯塔比亚海堡)
40°41′41″N 14°28′49″E / 40.694846°N 14.480405°E

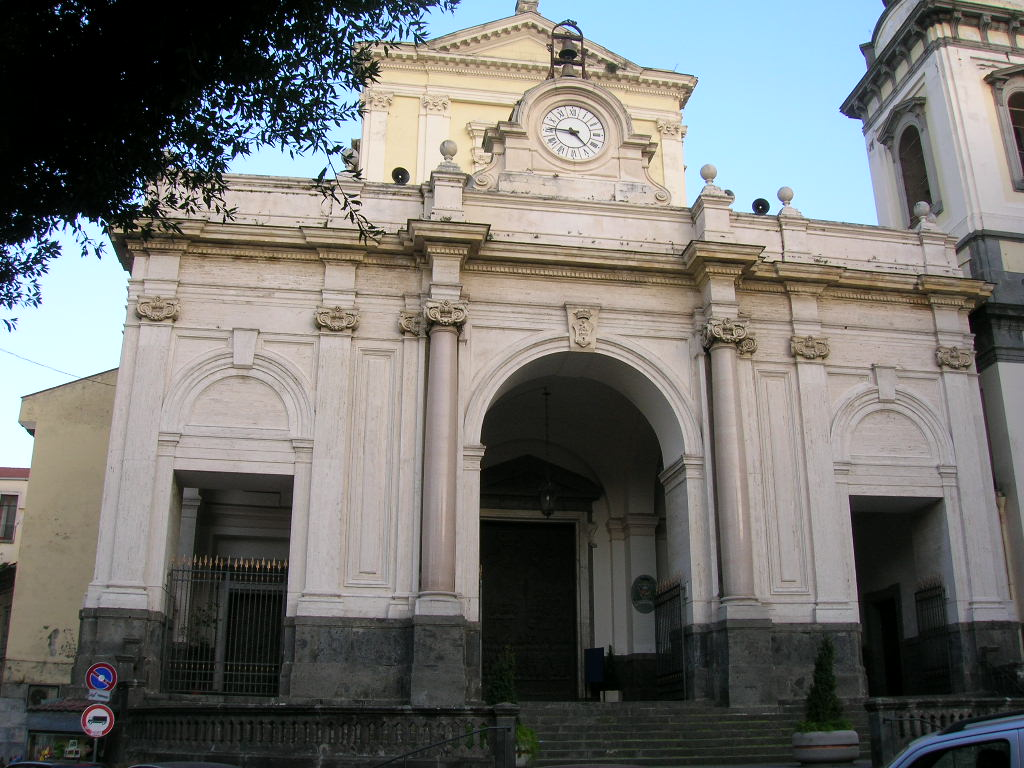

斯塔比亚海堡圣母升天共同主教座堂（Concattedrale di Maria Santissima Assunta）是天主教索伦托-斯塔比亚海堡总教区的共同主教座堂，位于意大利南部坎帕尼亚大区的斯塔比亚海堡，建于1587年，但到1893年才祝圣。

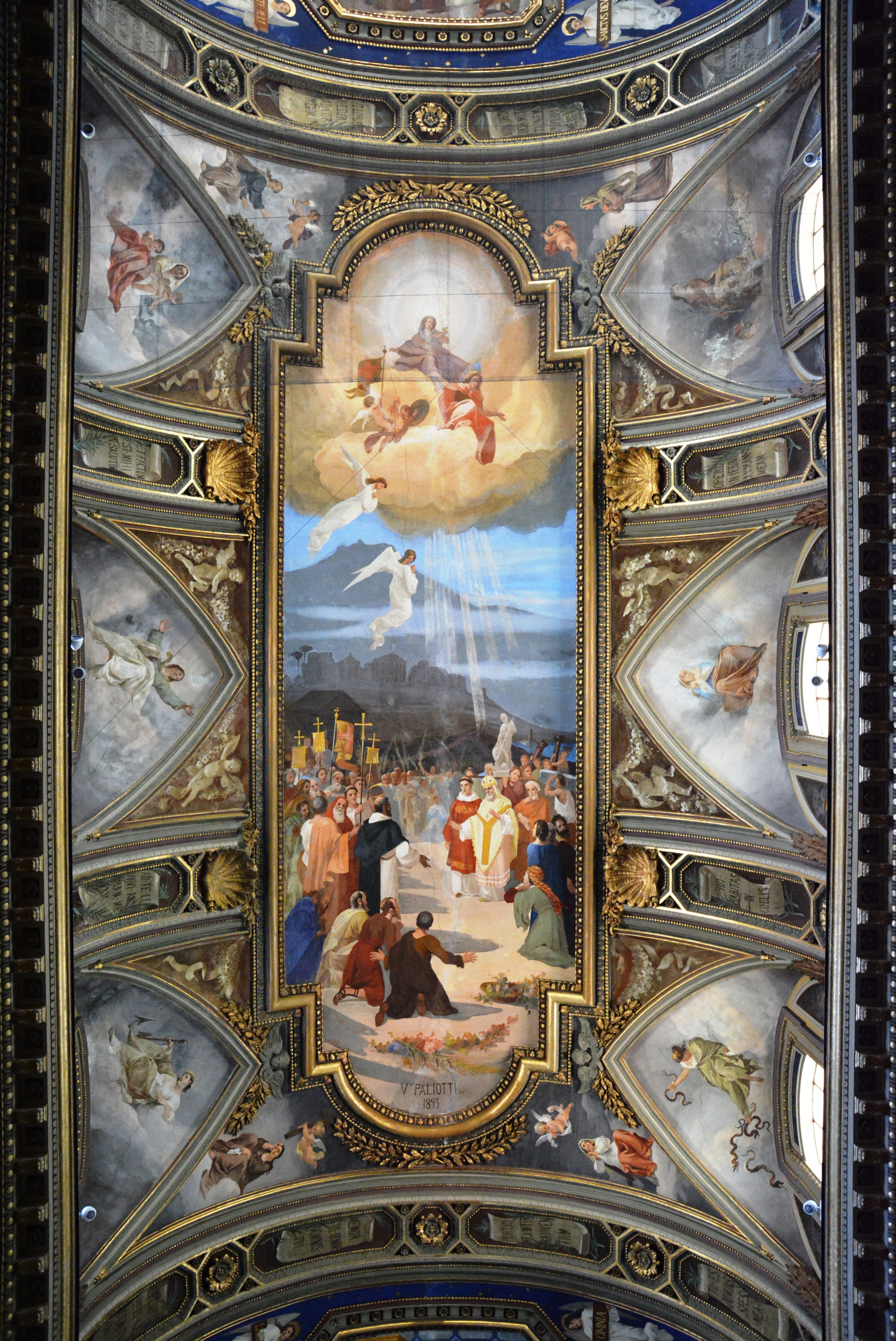
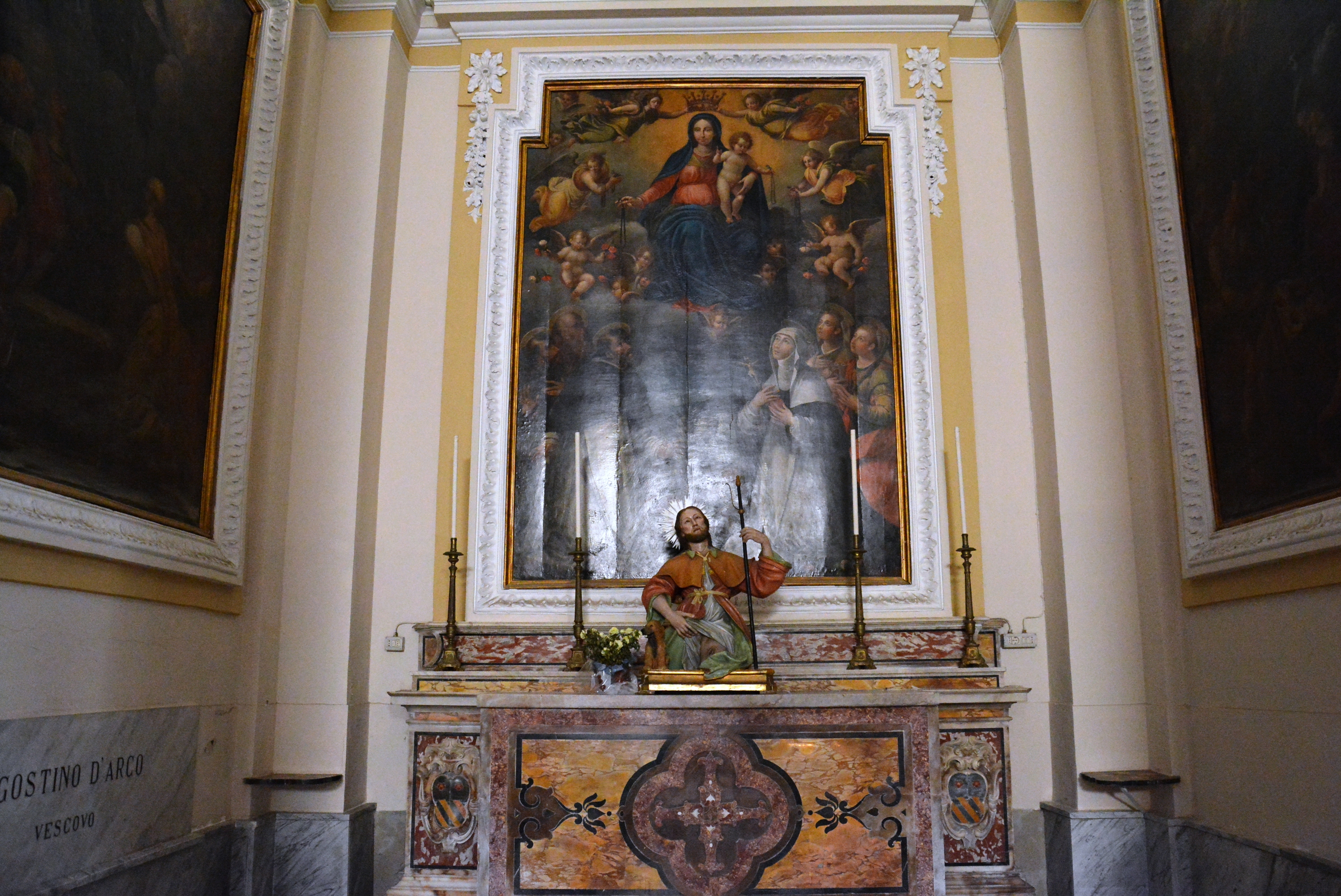
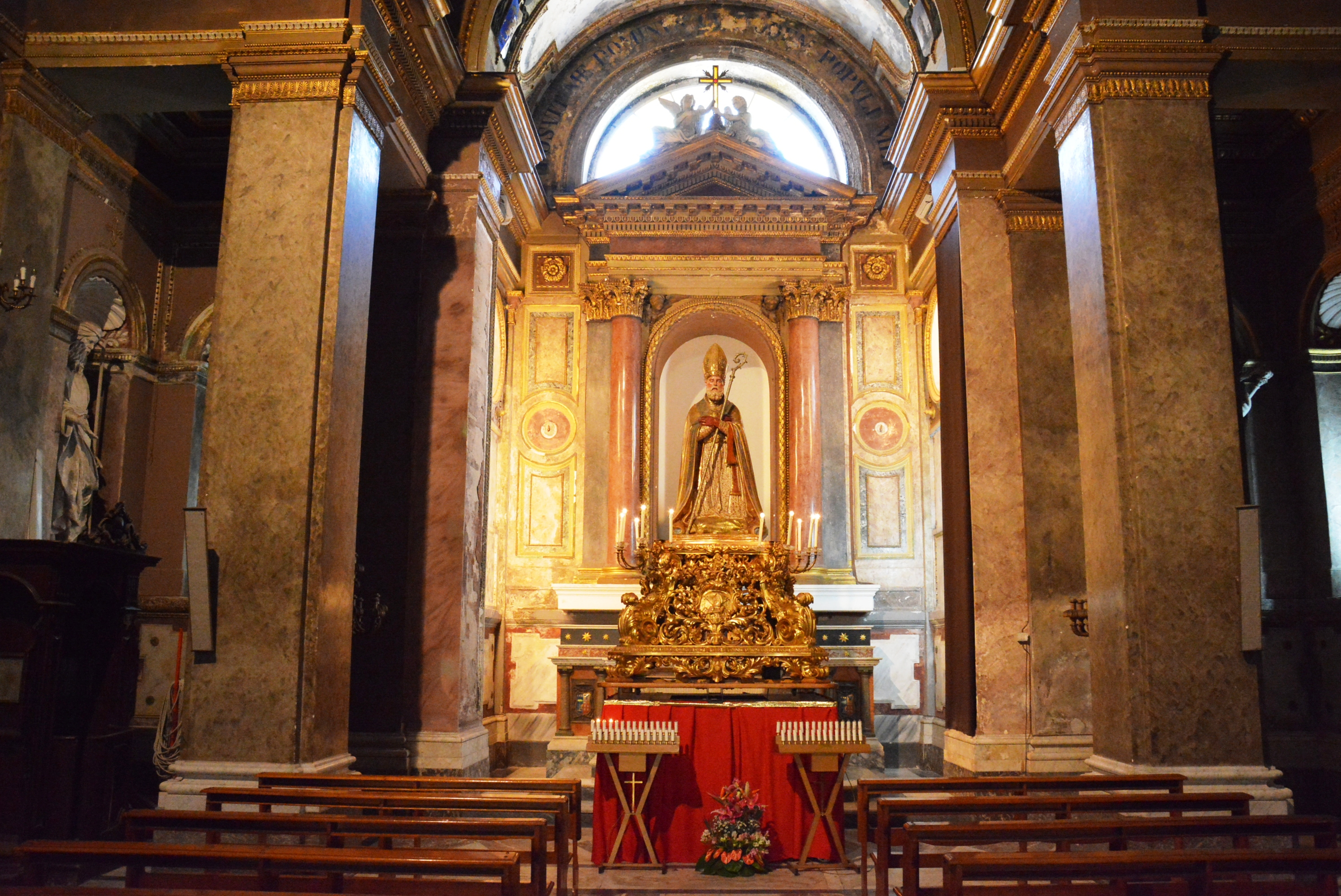
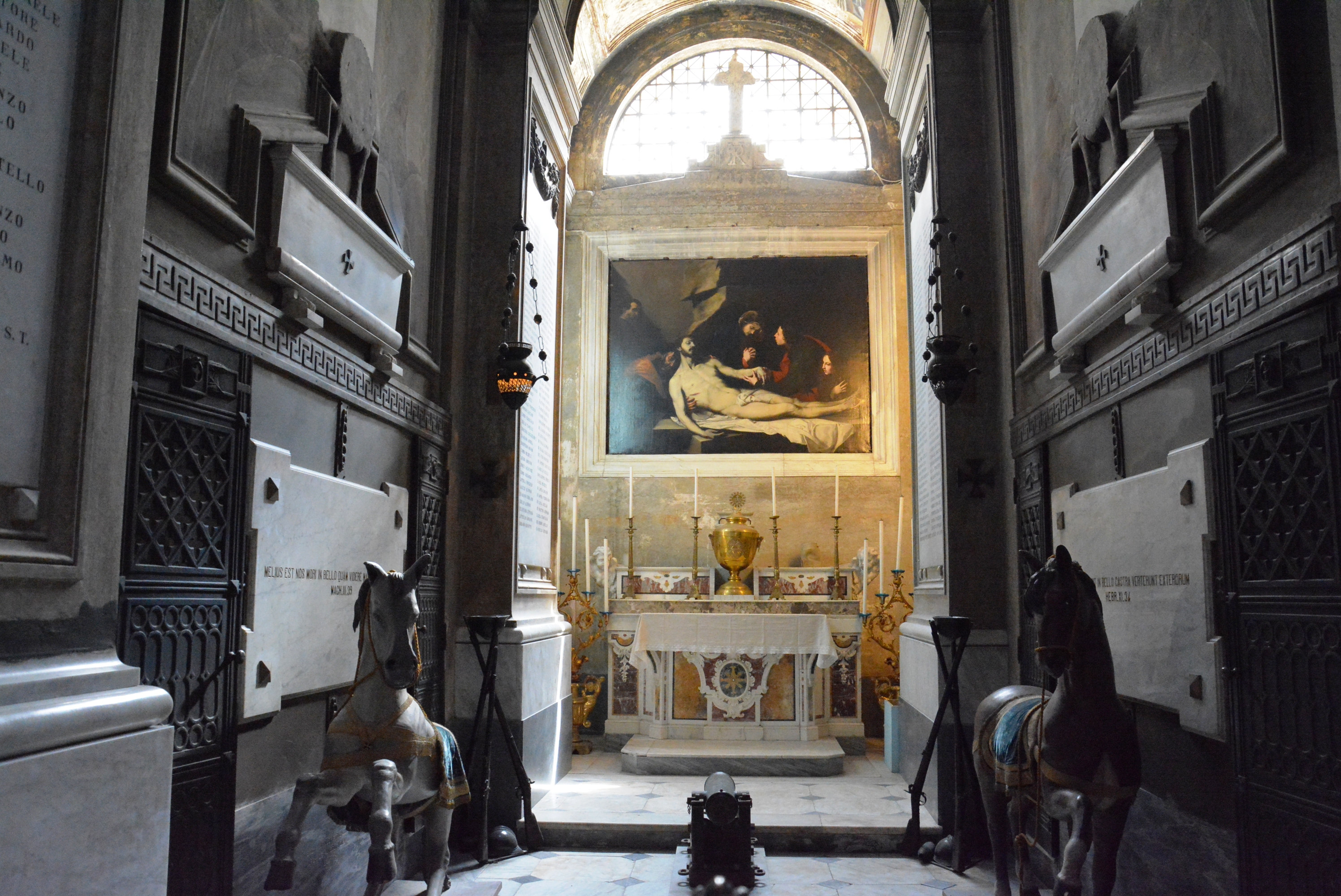
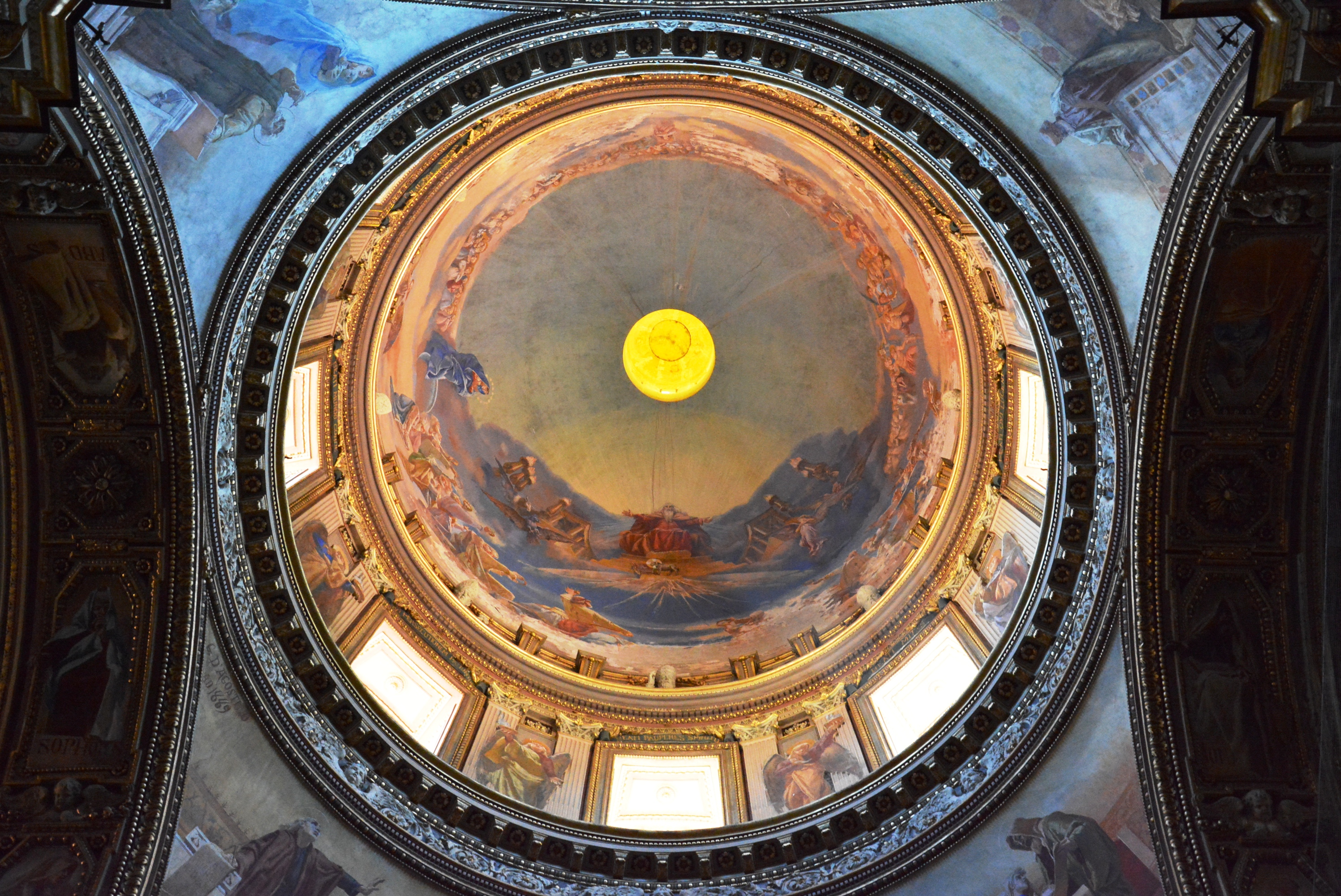